# 大坑 (選區)
大坑（英語：Tai Hang，代號B07）曾是香港灣仔區議會下轄的選區，1994年設立，議席自2021年起懸空至2023年取消，懸空前的區議員為灣仔好日誌成員楊雪盈。

## 範圍及名稱
選區包括摩頓臺及大坑，現時北面以禮頓道及高士威道為界，東至勵德邨道，而南界則多條道路及組成，形成一個倒「凹」字形社區，以私人樓宇為主，計有灣景樓、國泰大廈、龍濤苑、希雲大廈、光明臺、浣紗花園。選區名稱源於原有大坑地名，與其相鄰的選區有銅鑼灣、維園、天后、渣甸山及跑馬地，投票站設於摩頓臺港灣婦女會。

## 沿革
1993年港督彭定康推行政改方案，取消區議會委任議席及雙議席選區制度，全面實行單議席單票制，並改由選區分界及選舉事務委員會制定，選區數目隨人口改變而大幅增加，當中大坑選區由大坑及掃桿埔雙議席選區分拆而成。1994年區議會選舉，由港同盟匯點支持的李慶偉對上民主建港聯盟陳德明，結果由李以1,032票多過陳的720票當選。選後港同盟匯點合併成立民主黨，李慶偉成為創黨成員。
1999年區議會選舉，大坑、渣甸山及跑馬地三個選區各自劃出樂活道附近範圍設立樂活選區，使本區調整為現有模樣，而議席由李慶偉與民建聯由高士威道另一邊的維園選區調派的阮鎮泉角逐，總票數維持一千七百票左右，結果李以七十六票之差打敗阮當選（877票對801票）。2003年區議會選舉，李阮二人再次對壘，受到七一效應吸引更多人投票，李慶偉以1,466票擊敗阮的830票而連任。
2007年區議會選舉，李慶偉爭取連任，而建制派方面改由葉劉淑儀創立的匯賢智庫成員黃楚峰爭奪本區議席，最後黃以1,059票擊敗李的947票而首度當選。其後葉劉淑儀以匯賢智庫為基礎，成立新民黨，黃楚峰亦跟隨加入。
2011年區議會選舉，民主黨單仲偕得到李慶偉讓路參選。由於2010年政改中單仲偕支持民主黨放棄爭取2012雙普選立場，若當選或以區議員身份參選立法會超級區議會議席，結果吸引到人民力量主席劉嘉鴻及自稱獨立民主派的沈四海挑戰，加上黃楚峰爭取連任，使本區成為當屆選舉焦點。最後由得到建制派票源的黃楚峰以過半數的1,266票勝出，單以965票落敗，只能以地區直選形式參與2012年香港立法會選舉。而劉嘉鴻得141票，僅高於5%門檻，加上人民力量狙擊當屆區議會選舉狙擊泛民主派失敗，被網民取笑為「141主席」。沈四海只得43票，低於5%門檻，被沒收保證金。
2015年區議會選舉，當時人口估算約13,637人，其中有5,695位選民，選情非常激烈新民黨黃楚峰本屆不參選，由徒弟王政芝參選。對手是屬金鐘系「傘兵」灣仔好日誌的楊雪盈。王政芝獲葉劉淑儀到場支持，而楊雪盈亦獲黃英琦、黎則奮到場支持。最終灣仔好日誌楊雪盈以1,398票擊敗新民黨王政芝的1,148票，為民主派重奪該區議席。由於立場與泛民相近的渣甸山區議員黎大偉連任失敗，泛民在灣仔區議會維持兩席（包括軒尼詩選區的鄭其建）。
2019年區議會選舉，因應區內其他選區人口不足，選管會原計劃將加露連山道及希雲街劃出本區，經居民反對之下仍然需要將部分希雲街樓宇劃到銅鑼灣選區。而楊雪盈乘反修例運動所帶動的求變心態，組織素人競選團隊灣仔起步，派出10人出戰有13席的灣仔區議會，劍指過半數議席，最終奪得6席，而楊本人則以2,340票擊敗得到1,433票的廖添誠而連任。其後因泛民主派灣仔區議會過半，民主派唯一連任的楊氏被推舉為主席。
2021年1月6日，楊雪盈在香港民主派初選大搜捕中被警察國安處拘捕後，灣仔起步晚上於Facebook宣佈即時解散並停止運作，呼籲民眾不要因此氣餒。
2021年9月15日，楊雪盈被香港政府根據《基本法》第104條的解釋所訂下的原則及相關的法律規定，宣布其宣誓為無效宣誓而失去議員資格，結束五年餘的區議員任期。
議席藉此一直懸空至2023年選舉改革被撤銷，與其他灣仔區的全部選區併為單一的雙議席選區。

## 歷屆議員
| 屆別                  | 議員   | 政治聯繫 | 政治聯繫          |
| --------------------- | ------ | -------- | ----------------- |
| 1994年－1999年        | 李慶偉 |          | 民主黨            |
| 2000年－2003年        | 李慶偉 |          | 民主黨            |
| 2004年－2007年        | 李慶偉 |          | 民主黨            |
| 2008年－2011年        | 黃楚峰 |          | 匯賢智庫 → 新民黨 |
| 2012年－2015年        | 黃楚峰 |          | 新民黨            |
| 2016年－2019年        | 楊雪盈 |          | 灣仔好日誌        |
| 2020年－2021年9月14日 | 楊雪盈 |          | 灣仔好日誌        |
| 2021年9月15日－2023年 | 懸空   | 懸空     | 懸空              |

## 歷屆選舉結果
| 政党   | 政党                | 候选人    | 票数  | %     | ±      |
| ------ | ------------------- | --------- | ----- | ----- | ------ |
|        | 新民黨              | 1. 廖添誠 | 1,433 | 37.98 | -7.11  |
|        | 灣仔起步/灣仔好日誌 | 2. 楊雪盈 | 2,340 | 62.02 | +7.11  |
| 多数票 | 多数票              | 多数票    | 907   | 24.04 | +14.22 |

| 政党   | 政党       | 候选人    | 票数  | %     | ±      |
| ------ | ---------- | --------- | ----- | ----- | ------ |
|        | 新民黨     | 1. 王政芝 | 1,148 | 45.09 | -7.33  |
|        | 灣仔好日誌 | 2. 楊雪盈 | 1,398 | 54.91 | 不適用 |
| 多数票 | 多数票     | 多数票    | 250   | 9.82  | -2.64  |

| 政党   | 政党     | 候选人    | 票数  | %     | ±      |
| ------ | -------- | --------- | ----- | ----- | ------ |
|        | 獨立     | 1. 沈四海 | 43    | 1.78  | 不適用 |
|        | 新民黨   | 2. 黃楚峰 | 1,266 | 52.42 | -0.35  |
|        | 人民力量 | 3. 劉嘉鴻 | 141   | 5.84  | 不適用 |
|        | 民主黨   | 4. 單仲偕 | 965   | 39.96 | -7.25  |
| 多数票 | 多数票   | 多数票    | 301   | 12.46 | +6.88  |

| 政党   | 政党     | 候选人    | 票数  | %     | ±      |
| ------ | -------- | --------- | ----- | ----- | ------ |
|        | 匯賢智庫 | 1. 黃楚峰 | 1,059 | 52.79 | 不適用 |
|        | 民主黨   | 2. 李慶偉 | 947   | 47.21 | -11.06 |
| 多数票 | 多数票   | 多数票    | 112   | 5.58  | -22.12 |

| 政党   | 政党   | 候选人    | 票数  | %     | ±      |
| ------ | ------ | --------- | ----- | ----- | ------ |
|        | 民建聯 | 1. 阮鎮泉 | 830   | 36.15 | 不適用 |
|        | 民主黨 | 2. 李慶偉 | 1,466 | 63.85 | 不適用 |
| 多数票 | 多数票 | 多数票    | 636   | 27.70 | +23.18 |

| 政党   | 政党   | 候选人    | 票数 | %     | ±      |
| ------ | ------ | --------- | ---- | ----- | ------ |
|        | 民建聯 | 1. 阮鎮泉 | 801  | 47.74 | +6.64  |
|        | 民主黨 | 2. 李慶偉 | 877  | 52.26 | -6.64  |
| 多数票 | 多数票 | 多数票    | 76   | 4.52  | -13.28 |

| 政党   | 政党        | 候选人 | 票数  | %     | ±      |
| ------ | ----------- | ------ | ----- | ----- | ------ |
|        | 港同盟/匯點 | 李慶偉 | 1,032 | 59.90 | 新選區 |
|        | 民建聯      | 陳德明 | 720   | 41.10 | 新選區 |
| 多数票 | 多数票      | 多数票 | 332   | 18.80 | 新選區 |